# Aragua de Barcelona
Pour les articles homonymes, voir Aragua.
Aragua de Barcelona est une localité du Venezuela, chef-lieu de la municipalité d'Aragua dans l'État d'Anzoátegui. Autour de la ville s'articule la division territoriale et statistique de Capitale Aragua

## Historique
Fondée le 20 février 1734 sous le nom de Nuestra Señora de Belén de Aragua par le gouverneur de la province de Nouvelle Andalousie, Don Carlos de Sucre, la ville d'Aragua de Barcelona est un importante centre politique et spirituel de l'époque coloniale. Datent de cette époque l'église Saint-Jean-Baptiste, appartenant à la liste du Patrimoine historique national du Venezuela, ainsi que de nombreuses maisons coloniales.
Le 18 août 1814, la ville est le théâtre de l'une des plus sanglantes batailles ayant marqué la Guerre d'indépendance du Venezuela.

## Économie
L'économie de la localité est principalement tournée vers l'élevage, comme la plupart des régions des llanos de l'Est du pays.

## Galerie

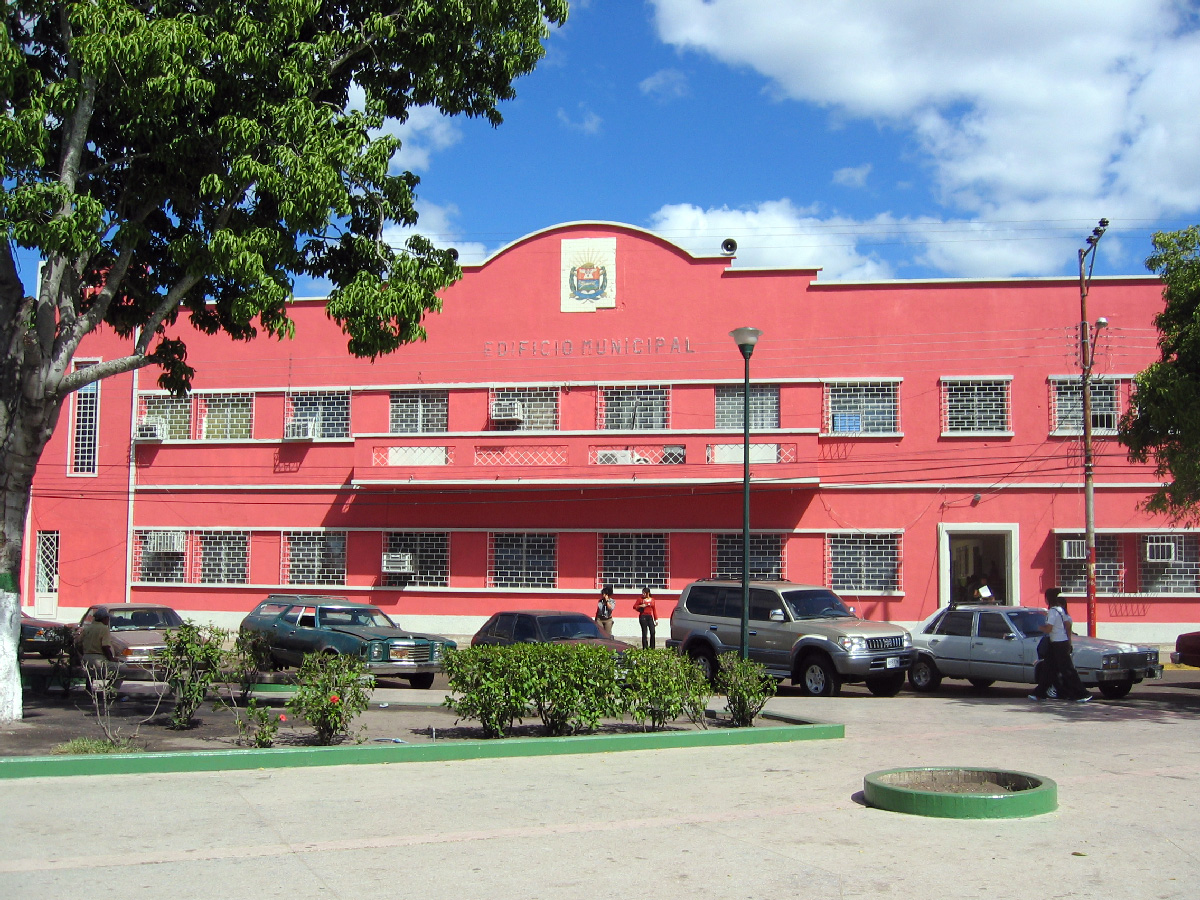
Edificio municipal
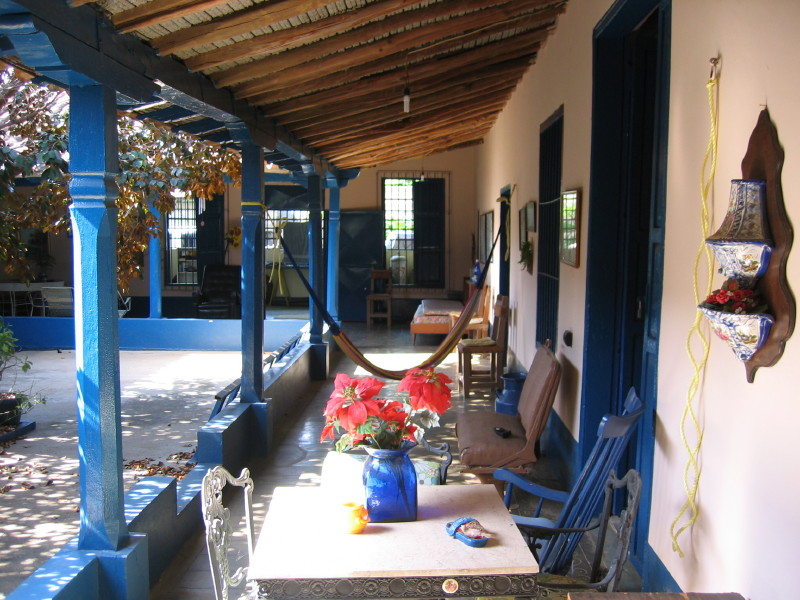
Patio d'une maison coloniale
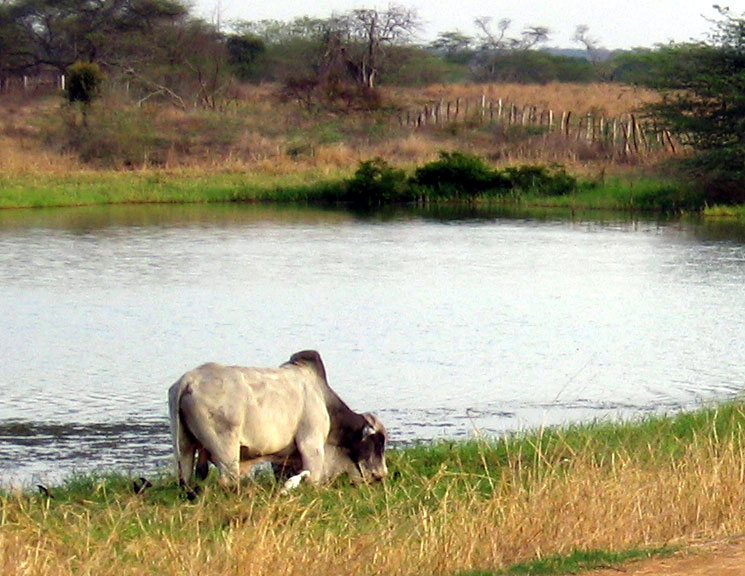
L'élevage est la première activité économique de la localité